# Гавань драконів
«Гавань драконів» (англ. Dragon Haven) — другий роман з циклу «Хроніки Дощових Нетрів» (англ. The Rain Wild Chronicles) письменниці Робін Хобб. Пряме продовження роману "Хранитель драконів." Написаний у формі розповіді від третьої особи з точки зору кількох ключових персонажів. Роман був опублікований у березні 2010 року у видавництві HarperVoyager. Події роману відбуваються у всесвіті Елдерлінгів.

## Сюжет
Подорож до втраченого міста драконів триває. Учасникам експедиції доведеться зіткнутися зі зрадами, пережити відверті зізнання своїх близьких і відкрити власні темні сторони. Дракони відтепер мусять змагатись не лише зі стихіями, а й навчитися протистояти власній сутності. Вони спробують повністю змінити себе, щоб мати змогу не лише вижити, а й повернути колишню могутність.

## Персонажі

###### Хранителі драконів
- Тімара - жителька Дощових Нетрів. Народилася з кігтями замість нігтів, тому мала померти одразу після народження. Не має права виходити заміж та народжувати дітей, через свій зовнішній вигляд. Хранителька синьої драконниці Синтара.

- Татс - колишній раб. Переїхав разом з мамою до Дощових Нетрів після перемир'я з Калсидою. Після втечі матері брався за будь-яку роботу, зокрема допомагав сім'ї Тімари. Хранитель маленької зеленої драконниці Фенте

- Рапскаль - житель Дощових Нетрів. Позитивний та балакучий юнак. Хранитель червоної драконниці Хебі
- Алум - житель Дощових Нетрів. Хранитель срібно-зеленого дракона Арбук
- Бокстер - житель Дощових Нетрів. Двоюрідний брат Кейза. Хранитель оранжевого дракона Скрім
- Кейз - житель Дощових Нетрів. Двоюрідний брат Бокстера. Хранитель оранжевого дракона Дортеан
- Варкен - житель Дощових Нетрів. Хранитель червоного дракона Баліпер
- Грефт - житель Дощових Нетрів. Старший з хранителів. Намагається стати лідером та нав'язати іншим хранителям власні правила. Має стосунки з Джерд, незважаючи на заборону одружуватись та мати дітей. Хранитель найбільшого дракона синьо-чорного Кало
- Джерд - жителька Дощових Нетрів. Тривалий час була у стосунках з Грефтом. До нього мала сексуальний зв'язок з іншими хранителями. Хранителька темно-зеленої драконниці Верас
- Лектер - житель Дощових Нетрів. У сім років став сиротою, з того часу жив у сім'ї Харрикіна. Хранитель блакитного дракона Сестикан.
- Нортель - житель Дощових Нетрів. Хранитель фіолетового дракона Тиндер
- Сільве - жителька Дощових Нетрів. Наймолодша з хранителів. На початок експедиції мала 12 років. Хранителька золотистого дракона Меркор
- Харрикін - житель Дощових Нетрів. Хранитель червоного дракона Ранкулос

###### Екіпаж корабля "Смоляний"
- Лефтрин - капітан корабля
- Сварг - рульовий. Провів на борту більше 15 років
- Беллін - матрос. Дружина Сварга
- Великий Ейдер - матрос
- Скеллі - матрос. Племінниця Лефтрина і спадкоємниця корабля
- Хеннесі - старший помічник

###### Інші учасники експедиції
- Еліс Фінбок - жителька міста Вдалий. Походить зі збіднілої сім'ї торговців. Вивчає драконів та Старших.
- Седрик Мельдар - житель міста вдалий. Секретар Геста Фінбока. Друг дитинства Еліс Фінбок. Під час подорожі стає хранителем мідної драконниці Реплда
- Джесс - мисливець, найнятий радою міста Кассарик для допомоги хранителям драконів
- Карсон - мисливець, найнятий радою міста Кассарик для допомоги хранителям драконів. Друг Лефтрина
- Деві - мисливець, найнятий радою міста Кассарик для допомоги хранителям драконів. Племінник Карсона

| книги | Це незавершена стаття про книгу. Ви можете допомогти проєкту, виправивши або дописавши її. |